# Economía de Papúa Nueva Guinea

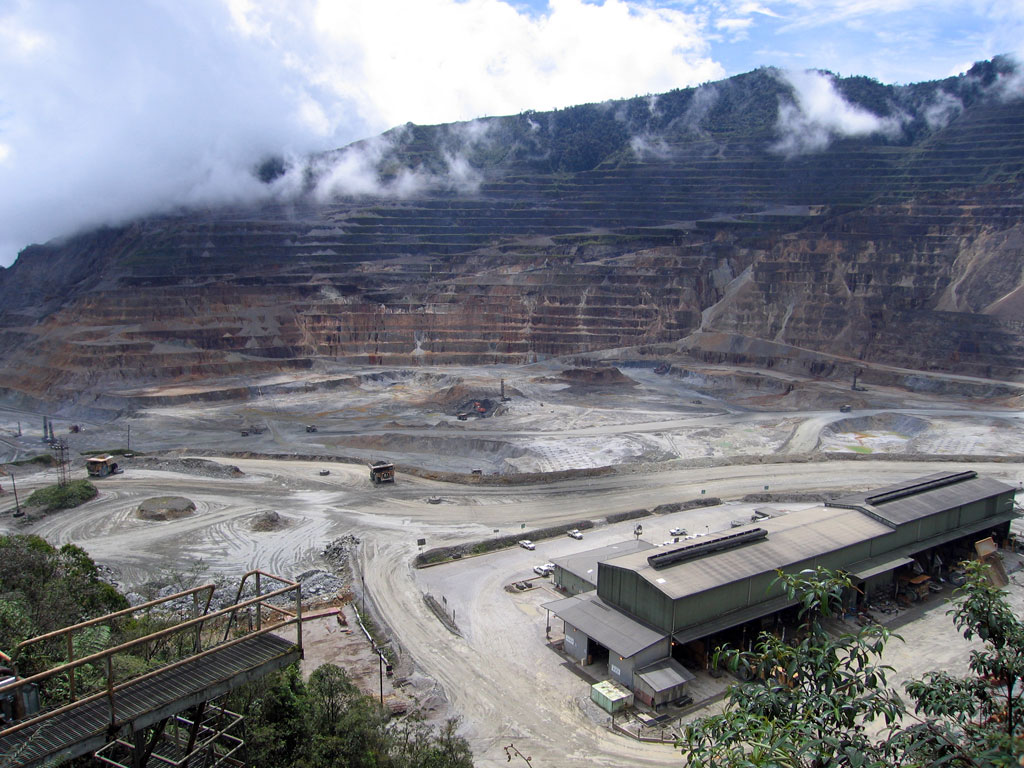
Minería de cobre y oro en Ok Tedi.

Papúa Nueva Guinea es dotada de muchos recursos naturales, pero la explotación es dificultada por el terreno accidentado, por cuestiones acerca de la propiedad de las tierras, y por el alto coste de implantación de la infraestructura necesaria. La economía tiene un pequeño sector formal básicamente exportador de productos primarios, y también un gran sector informal que emplea la mayoría de la población. No obstante las fuentes mineras, incluyendo el petróleo, el cobre y el oro, representan las cuatro quintas partes de sus exportaciones.
Mantiene una agricultura de subsistencia que sirve únicamente para el consumo local, si bien ha tomado cierto auge la industria maderera. El 85% de su población vive de la agricultura.
La pesca, explotada industrialmente en concesiones a otros países, constituye también una fuente importante de ingresos, pero muy afectada por los cambios climáticos de las corrientes marinas del Pacífico.
La ayudas al desarrollo provienen en su mayor parte de Australia, si bien son de destacar también las que ofrece Japón y la Unión Europea
A pesar de las altas potencialidades del país, en 1995 fue necesaria la intervención del Fondo Monetario Internacional y del Banco Mundial para ajustar un programa de desarrollo, que debieron rehacerse en 1997 tras los efectos de la sequía que mermaron gravemente la producción de café, cacao, te, azúcar y coco. En la actualidad la situación se ha estabilizado, con un crecimiento de la producción agrícola de un 3,9% de media anual desde el año 1999. A pesar de los problemas de sequía, hubo una pequeña recuperación del PIB en 1998. El crecimiento aumentó al 3,6% en 1999 y puede ser mayor en 2000 (más o menos 4,3%).

## Comercio exterior
En 2020, el país fue el 83o exportador más grande del mundo (US $ 11,7 mil millones, 0.1% del total mundial). En términos de importaciones, en 2019, fue el 135.º mayor importador del mundo: US $ 4,2 mil millones.

## Sector primario

### Agricultura
Papa Nueva Guinea producida en 2019:
- 2,6 millones de toneladas de aceite de palma (octavo productor mundial);
- 1,4 millones de toneladas de plátano;
- 1,1 millones de toneladas de coco (octavo productor mundial);
- 743 mil toneladas de batata;
- 378 mil toneladas de ñame;
- 271 mil toneladas de taro;
- 243 mil toneladas de maíz verde;
- 175 mil toneladas de caña de azúcar;
- 155 mil toneladas de mandioca;
- 55 mil toneladas de café;
- 45 mil toneladas de cacao;
- 5,8 mil toneladas de té;

Además de otras producciones de otros productos agrícolas.

### Ganadería
En ganadería, Papua Nueva Guinea produjo, en 2019: 425 mil toneladas de carne de caza; 82 mil toneladas de cerdo, entre otros.

## Sector secundario

### Industria
El Banco Mundial enumera los principales países productores cada año, según el valor total de la producción. Según la lista de 2019, Papúa Nueva Guinea tenía la 152a industria más valiosa del mundo ($ 0.4 mil millones).
En 2018, el país fue el undécimo productor mundial de aceite de coco (26,7 mil toneladas).

### Minería
En 2019, el país fue el octavo productor mundial de cobalto y el 15º productor mundial de oro.
En la producción de plata, en 2017 el país produjo 90 toneladas.

### Energía
En energías no renovables, en 2020, el país fue el 55.º productor mundial de petróleo, 40,2 mil barriles / día. En 2011, el país consumió 36,300 barriles / día (109 ° consumidor más grande del mundo). El país fue el 72.º mayor importador de petróleo del mundo en 2012 (14,8 mil barriles / día). En 2015, Papua Nueva Guinea fue el 42.º productor mundial de gas natural, 9800 millones de m³ por año. En 2015 fue el 103.er consumidor más grande del mundo (0,1 mil millones de m³ por año). El país no produce carbón.
En energías renovables, en 2020, Papúa Nueva Guinea no produjo energía eólica, ni energía solar.
DATOS ECONÓMICOS BÁSICOS del Papúa Nueva Guinea.
- PIB - Producto Interior Bruto (2003): 2.700 millones de $ USA.
- Paridad de poder adquisitivo (2004): 12.000 millones de $ USA.
- PIB - Per capita: 650 $ USA.
- Paridad del poder adquisitivo Per cápita (2004): 2.200 $ USA.
- Inflación media anual: 17%.
- Deuda externa aprox. (2003): 2.700 millones de $ USA.
- Importaciones (2003): 956 millones de $ USA.

- Principales países proveedores: Australia, Singapur y Japón.
- Principales productos de importación: Manufacturas, alimentos, maquinaria y vehículos.

- Exportaciones (2003): 1.755 millones de $ USA.

- Principales países clientes: Australia, Japón y China.
- Principales productos de exportación: Oro, petróleo y cobre.

Estructura del PIB en 2002:
Distribución por sectores económicos del PIB total:
Agricultura, Silvicultura y Pesca: 30%.
Industriay construcción: 36%.
Industrias manufactureras y minería: 21%.
Servicios: 34%.
- Tasa de desempleo (2004): N.D.
- Población por debajo del nivel de pobreza (2002): 37%.

- (N.D.): No disponible.